# Ivanîțea, Nedrîhailiv
Ivanîțea (în ucraineană Іваниця) este localitatea de reședință a comunei Ivanîțea din raionul Nedrîhailiv, regiunea Sumî, Ucraina.

## Demografie
Componența lingvistică a localității Ivanîțea
     Ucraineană (98,83%)
     Alte limbi (1,16%)
Conform recensământului din 2001, majoritatea populației localității Ivanîțea era vorbitoare de ucraineană (98,83%), existând în minoritate și vorbitori de alte limbi.